# Upper Atmosphere Research Satellite
Upper Atmosphere Research Satellite, zkráceně UARS byla umělá družice, orbitální observatoř, která v rámci programu NASA Mission to Planet Earth (MTPE – Mise k planetě Zemi) studovala horní vrstvy zemské atmosféry, zejména ozonovou vrstvu.
Satelit vážící 5900 kg vynesl do vesmíru v roce 1991 raketoplán Discovery v rámci mise STS-48. Původně měl satelit pracovat tři roky. UARS zpočátku obíhal planetu na oběžné dráze ve výšce 600 km se sklonem 57 stupňů. V roce 2005, 14 let po vypuštění satelitu, pracovalo ještě 6 z 10 jeho měřících přístrojů. V tom samém roce bylo sledování dat z družice ukončeno, UARS klesl na nižší oběžnou dráhu a přístroje přestaly pracovat v prosinci 2005.
Dne 26. října 2010 musela kvůli možné kolizi s tímto satelitem provést Mezinárodní vesmírná stanice úhybný manévr.
Dne 24. září 2011 se satelit nekontrolovatelně zřítil do atmosféry, neshořel ale pravděpodobně celý, některé úlomky dopadly do Tichého oceánu.

## Konstrukce družice
Těleso družice nepravidelného tvaru má průměr 4,57 m a délku 9,75 m. Elektrickou energii dodává panel slunečních baterií o rozměrech 1,5 × 3,3 m. Pro korekce dráhy slouží čtyři hydrazinové motory o tahu 4 × 22 N.

### Přístrojové vybavení
Družice byla vybavena sadou přístrojů pro výzkum horních vrstev atmosféry a slunečního záření:
- spektrometr pro měření koncentrace sloučenin dusíku, chlóru, ozónu, vodní páry a metanu v atmosféře CLAES (Cryogenic Limb Array Etalon Spectrometer)
- infračervený spektrometr pro studium obsahu vodní páry, oxidu uhličitého, uhelnatého, dusnatého, kyseliny dusičné, ozónu a metanu v atmosféře ISAMS (Improved Stratospheric and Mesospheric Sounder) (Velká Británie)
- mikrovlnný spektrometr pro studium obsahu oxidu chlorného v atmosféře MLS (Microwave Limb Sounder)
- absorpční spektrometr pro stanovení obsahu vodní páry, kyseliny fluorovodíkové a chlorovodíkové, metanu, oxidu uhličitého, ozónu a oxidů dusíku v atmosféře HALOE (Halogen Occultation Experiment)
- dopplerovský spektrometr pro měření rychlosti větru HRDI (High Resolution Doppler Imager)
- dopplerovský interferometr pro měření rychlosti větru WINDII (Wind Imaging Interferometer)
- monitor intenzity slunečního UV záření SUSIM (Solar Ultraviolet Spectral Irradiance Monitor)
- detektor pro porovnávání intenzity slunečního záření se zářením vybraných hvězd SOLSTICE (Solar Stellar Irradiance Comparison Experiment)
- monitor slunečního korpuskulárního záření PEM (Particle Environment Monitor)
- monitor celkové intenzity slunečního záření ACRIM II (Active Cavity Radiometer) – měření sluneční konstanty

## Cíle mise
Vědecká družice UARS byla vypuštěna do vesmíru v rámci programu Mission to Planet Earth. Jejím hlavním úkolem bylo poskytnout údaje o horních vrstvách zemské atmosféry, které by pomohly lépe pochopit působení člověka a přírodních procesů na atmosféru. Přístroje sondy měřily celkové množství vybraných stopových plynů a jejich chemické, dynamické a radiační chování.
Družice UARS se také věnovala pozorování Slunce, přístroj ACRIM II, který je součástí dlouhodobého programu sledování intenzity slunečního záření ACRIM, měřil hodnotu sluneční konstanty.

## Průběh letu

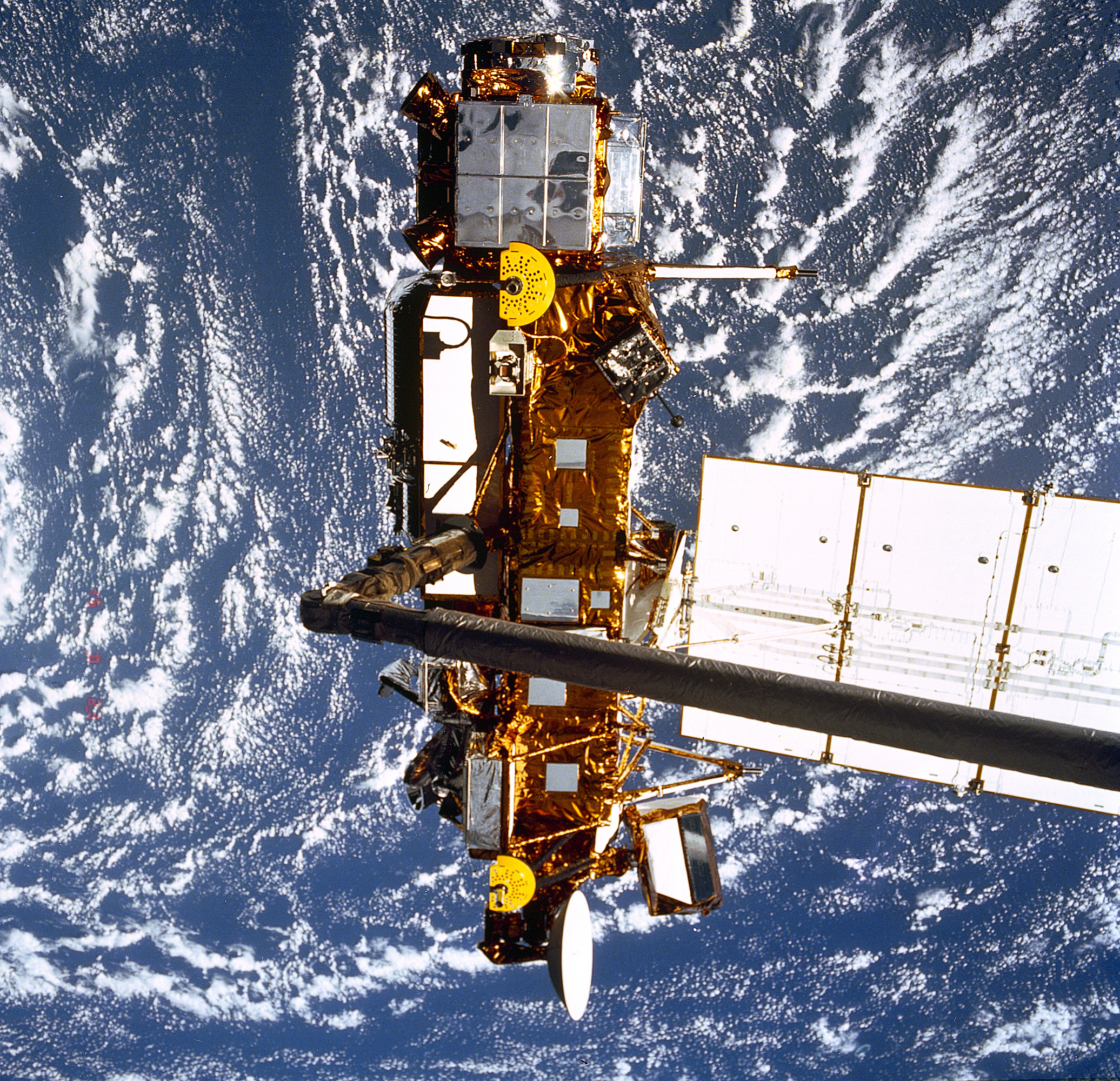
Družice UARS připojená k manipulačnímu ramenu raketoplánu

Satelit odstartoval do vesmíru na palubě raketoplánu Discovery při misi STS-48. Start proběhl 12. září 1991 ve 23:11 UT ze startovací rampy LC-39A na Kennedyho vesmírném středisku na Floridě. Raketoplán se po několika motorických manévrech dostal na orbitální dráhu ve výšce 565 km (nejnižší dráha požadovaná provozovateli satelitu byla 539 km).
Následovala prohlídka satelitu a testy jeho jednotlivých systémů. UARS byl 14. září 1991 uchopen ramenem raketoplánu a vyzdvižen nad nákladový prostor. Zde byl rozvinut solární panel družice na délku 9,15 m. Při testech spojení přes družici TDRS (Tracking and Data Relay Satellite) byla zjištěna závada na převaděči A, záložní převaděč B pracoval správně. 15. září 1991 ve 4:23 UT byl satelit uvolněn a vydal se na samostatný let. Po několika korekcích pomocí manévrovacích motorků se UARS dostal na operační dráhu ve výšce 575–581 km, problém s převaděčem A se podařilo odstranit.
Byla zahájena rutinní činnost měřících přístrojů, plánovaná aktivní životnost satelitu byla tři roky. V lednu 1992 došlo k poruše krokového motorku aparatury ISAMS, bez kterého nemohl přístroj pokračovat v měření, ale podobná data šlo získat z ostatních přístrojů. V červnu téhož roku došlo k vážnější závadě, kdy přestal fungovat systém, který natáčel solární panel ke Slunci. Všechny přístroje byly odpojeny. V červenci 1992 po nalezení příčiny závady (chybná funkce záložního motoru) byly přístroje postupně uváděny do chodu.
Družice prováděla měření až do 15. prosince 2005, kdy byla její činnost ukončena a přístroje vypnuty. 10. listopadu 2007 byla družice zasažena mikrometeoroidem nebo kusem kosmického smetí, v důsledku srážky se na oběžné dráze objevily čtyři úlomky označené v katalogu COSPAR 1991-063C až F. Družice postupně sestupovala na nižší oběžné dráhy a v atmosféře neřízeně zanikla 24. září 2011. Několik úlomků dopadlo pravděpodobně do Tichého oceánu.